# Тоно, Хикару
Хикару Тоно (яп. 遠野 ひかる То:но Хикару, род. 5 марта 1996 года, Токио, Япония) — японская сэйю.

## Биография
Хикару Тоно родилась 5 марта 1996 года в Токио. Во время учёбы в начальной школе отец похвалил её за домашнее задание по чтению вслух на японском языке и предложил ей стать диктором; впоследствии она стала раздумывать о работе в сфере нарративного искусства. В средней школе Тоно была участницей кружка хорового пения и позже вошла в состав национального хорового турнира. Приняла решение начать карьеру сэйю в старшей школе. В течение семи лет неоднократно проходила различные пробы, но всегда получала отказ. В 2017 году успешно прошла программу пробного прослушивания Shinjin Seiyu Hakkutsu Project — 2018 (яп. 新人声優発掘プロジェクト2018 Синдзин сэйю: хаккуцу пуродзэкуто 2018, Проект по поиску новых сэйю — 2018) и заключила контракт с агентством талантов Hibiki, принадлежащее компании Bushiroad.
Дебютной работой Тоно стала роль Мелюзины Мерлин в видеоигре Triple Monsters (2018). В сентябре 2018 года получила роль Серены в аниме-сериале Bermuda Triangle: Colorful Pastrale (2019), в рамках которого исполнила свою версию закрывающей музыкальной темы «Shabon». В этом же году озвучила Сиори Юмэодзи в видеоигре Shojo Kageki Revue Starlight: Re LIVE и позднее сыграла её в двух театральных постановках: The LIVE Edel Delight (2022) и Re LIVE Reading Theatre (2023). В октябре 2019 года Тоно была утверждена на роль Юйцзи Ван в медиафраншизе Assault Lily и воплотила образ этого персонажа в трёх постановках: League of Gardens (2020), The Fateful Gift (2020) и Lost Memories (2022), а также озвучила её в аниме-сериале Assault Lily Bouquet (2020) и видеоигре Assault Lily Last Bullet (2021). 
В ноябре 2019 года стало известно, что с января 2020 года Тоно в рамках медиафраншизы Show by Rock!! компании Sanrio будет озвучивать Хован, участницу группы Mashumairesh!!. Озвучила этого персонажа в аниме-сериале Show by Rock!! Mashumairesh!! и в компьютерной игре Show by Rock!! Fes A Live. Помимо озвучивания, Тоно совместно с другими участницами группы исполняла песни, вошедшие в состав сингла «Trigger Rock».
В декабре 2020 года получила роль Матиканэ Танхаузер во втором сезоне аниме-сериала Uma Musume Pretty Derby (2021). В мае 2021 года была выбрана на роль Эно в аниме-сериале «Я 300 лет убивала слизь и прокачалась на максимум», а в ноябре этого же года — на роль Сатины в Life with an Ordinary Guy Who Reincarnated into a Total Fantasy Knockout (2022). В январе 2022 года получила роль Суры в My Isekai Life, а в марте — роль Судзуран в In the Heart of Kunoichi Tsubaki. Среди других ролей Тоно: Юки в The Kingdoms of Ruin (2023), Това в Studio Apartment, Good Lighting, Angel Included (2024), Анна Янами в Too Many Losing Heroines! (2024) и другие.

## Избранная фильмография

### Аниме-сериалы
2018
- Ms. Vampire who lives in my neighborhood — Асахи Аоки

2019
- BanG Dream! (второй сезон) — Мэико Но, одноклассница, менеджер магазина, ученица
- Bermuda Triangle: Colorful Pastrale — Серена[4]
- Cardfight!! Vanguard: Shinemon — Мисаки Токура[23], помощница управляющего
- Kemono Friends 2 — малая панда[24]
- Teasing Master Takagi-san (второй сезон) — Мисаэ

2020
- Assault Lily Bouquet — Юйцзя Ван[8]
- BanG Dream! (третий сезон) — Ёсико Ноно
- Rebirth — Мияко Айдзэн[25]
- Show by Rock!! Mashumairesh!! — Хован[12]
- The Day I Became a God — Айра

2021
- Cardfight!! Vanguard overDress — Томари Сэто[26]
- Show by Rock!! Stars!! — Хован[27]
- SSSS.Dynazenon — Канэиси[28]
- Uma Musume Pretty Derby (второй сезон) — Матиканэ Танхаузер[15]
- «Я 300 лет убивала слизь и прокачалась на максимум» — Эно[16]

2022
- Cardfight!! Vanguard will+Dress — Томари Сэто[29]
- In the Heart of Kunoichi Tsubaki — Судзуран[19]
- Life with an Ordinary Guy Who Reincarnated into a Total Fantasy Knockout — Сатина[17]
- My Isekai Life — Сура[18], Мито
- Smile of the Arsnotoria — Мидрасим
- Teasing Master Takagi-san (третий сезон) — Мисаэ
- To Your Eternity (второй сезон) — Усио
- World’s End Harem — Мими Маннэн

2023
- Cardfight!! Vanguard will+Dress (второй и третий сезоны) — Томари Сэто
- Gekijoban Argonavis Axia — Наюта Асахи (в детстве)
- Is It Wrong to Try to Pick Up Girls in a Dungeon? IV — Аста[30]
- The Kingdoms of Ruin — Юки[20]
- Uma Musume Pretty Derby (третий сезон) — Матиканэ Танхаузер
- UniteUp! — Тихиро (в детстве)
- «Не дразни меня, Нагаторо-сан! Вторая атака» — Раби-тян

2024
- Murder Mystery of the Dead — Мурумуру[31]
- Rinkai! — Момока Тамано[32]
- Studio Apartment, Good Lighting, Angel Included — Това[21]
- Too Many Losing Heroines! — Анна Янами[22]

2025
- Even Given the Worthless «Appraiser» Class, I’m Actually the Strongest — Юри[33]
- Mono — Сакурако Сикисима[34]
- Muzik Tiger In the Forest — Поруми[35]

### ONA
- 2019 — Shojo☆Conto All Starlight — Сиори Юмэодзи
- 2019 — Taeko no Nichijo — Анэдзаки-тян
- 2021 — The Missing 8 — Поппи[36]
- 2022 — Romantic Killer — Аями

### Компьютерные игры
2018
- Kemono Friends Pavilion — Зверёк Удачи тип III
- Shojo Kageki Revue Starlight: Re LIVE — Сиори Юмэодзи
- Triple Monsters — Мелюзина Мерлин[2]

2019
- Ash Arms: Ash Battlefront — Messerschmitt Bf 109E-4[37]
- Kyoto Kotoba RPG: Kotodaman — малая панда[38]
- Shojo to Dragon: Genju Keiyaku Cryptract — Ру[39]

2020
- Azur Lane — Нюрнберг
- Hero Cantare — Кайто Лидди[40]
- Show by Rock!! Fes A Live — Хован[13]

2021
- Assault Lily Last Bullet — Юйцзя Ван
- Disney Twisted-Wonderland — Вил Шоэнхайт (в детстве)
- Grisaia: Chronos Rebellion — Ляпис[41]
- Uma Musume Pretty Derby — Матиканэ Танхаузер

2022
- Echoes of Mana — Кирутэ[42]
- Fragment’s Note+ — Миу Тэндзё[43]
- Fragment’s Note+ AfterStory — Миу Тэндзё[43]
- Quiz RPG: The World of Mystic Wiz — Баэль[44]/Беатрикс

2023
- Crymachina — Эноа[45]
- Da Capo 5 — Фумино Наруми[46]
- Fragment’s Note 2+ — Миу Токимия[43]
- Granblue Fantasy — Альфина
- Heaven Burns Red — Руми
- White Cat Project — Сельпина[47]

2024
- Da Capo 5: Future Link — Фумино Наруми[48]
- Eiyuden Chronicle: Hundred Heroes — Рирун[49]
- Muv-Luv: Dimensions — Тариса Манандал[50]
- Valkyrie of Phantasm — Клаунпис, Альвахель[51]

2025
- Cardfight!! Vanguard Dear Days 2 — Томари Сэто[52]
- D.C.: Da Capo Re:tune — Фуки[53]
- Honkai: Star Rail — Трибби[54]

### Роли в театре
2020
- Assault Lily: League of Gardens — Юйцзя Ван[9][55]
- Assault Lily: The Fateful Gift — Юйцзя Ван[10][56]

2022
- Assault Lily: Lost Memories — Юйцзя Ван[11]
- Revue Starlight: The LIVE Edel Delight — Сиори Юмэодзи[6]

2023
- Revue Starlight: Re LIVE Reading Theatre — Сиори Юмэодзи[7]

## Награды и номинации
| Год  | Награда               | Результат | Категория                  | Работа                                   | Прим.  |
| ---- | --------------------- | --------- | -------------------------- | ---------------------------------------- | ------ |
| 2025 | Anime Trending Awards | Победа    | Лучшая актриса озвучивания | Анна Янами из Too Many Losing Heroines!  | [ 57 ] |
| 2025 | Anime Trending Awards | 9-е место | Эндинг года                | «Love 2000» из Too Many Losing Heroines! | [ 58 ] |